# Hegyeshalom (nádraží)
Hegyeshalom je železniční stanice, která se nachází v maďarském městysi Hegyeshalom, který se nachází v župě Győr-Moson-Sopron. Stanice byla otevřena v roce 1855, kdy byla zprovozněna trať mezi Győrem a Bruckem an der Leitha.

## Provozní informace
Stanice má celkem 3 nástupiště a 5 nástupních hran. Ve stanici je možnost zakoupení si jízdenky a je elektrizovaná střídavým proudem 25 kV, 50 Hz. Provozuje ji společnost MÁV.

## Doprava
Zastavuje zde spousta mezinárodních vlaků EuroCity a railjet. Osobní vlaky zde odsuď jezdí do Budapešti, Vídně, Bratislavy, Csorny a Győru. Od 3. července 2020 zde zastavují 2 páry přímých vlaků RegioJet z Prahy do Budapešti.

## Tratě
Stanicí prochází tyto tratě:
- Budapešť–Hegyeshalom (MÁV 1)
- Bratislava–Hegyeshalom (GySEV 1)
- Szombathely–Csorna–Hegyeshalom (GySEV 16)
- Vídeň–Hegyeshalom (ÖBB 700)

## Galerie

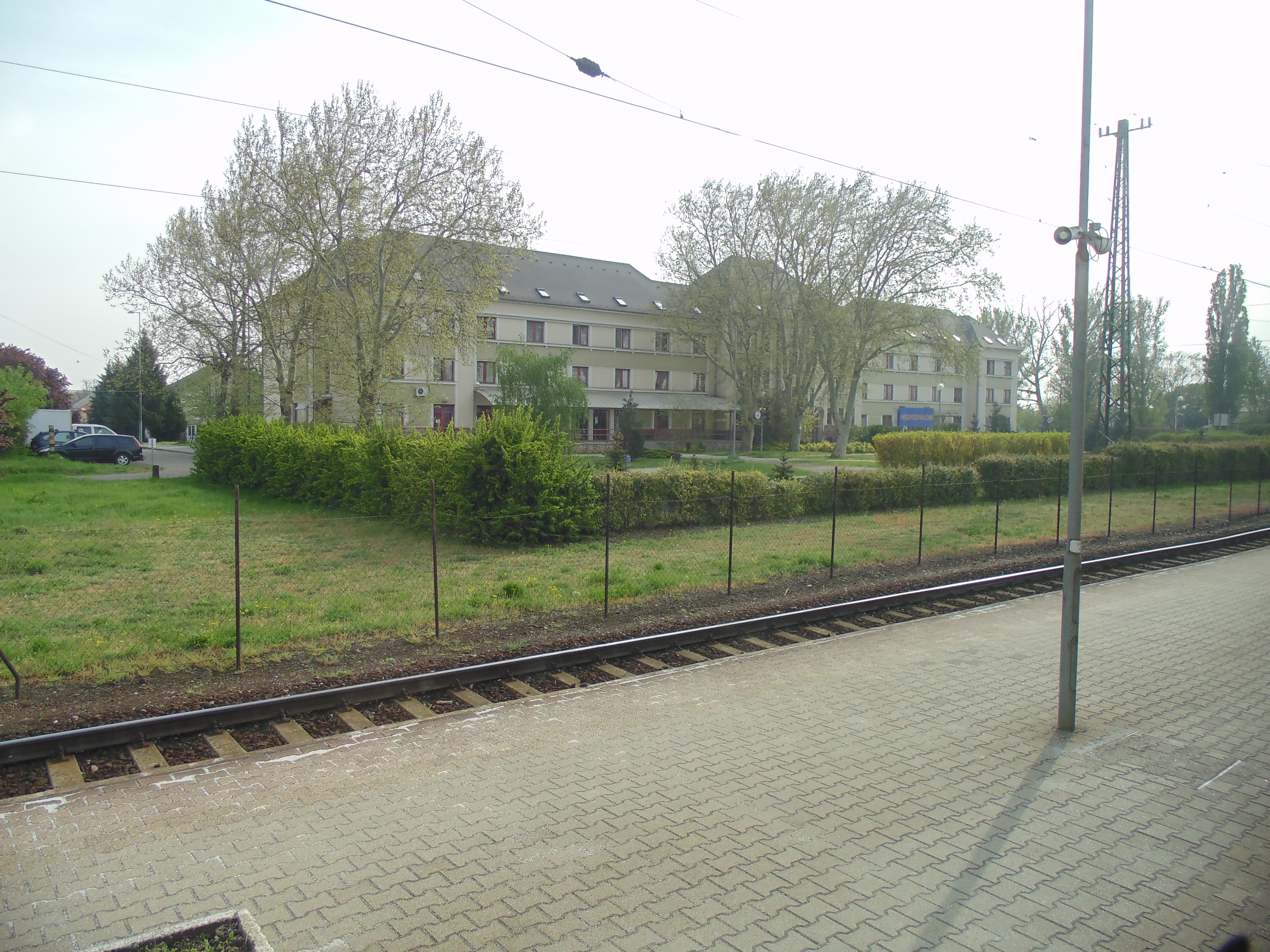
Pohled na staniční budovu z vlaku.
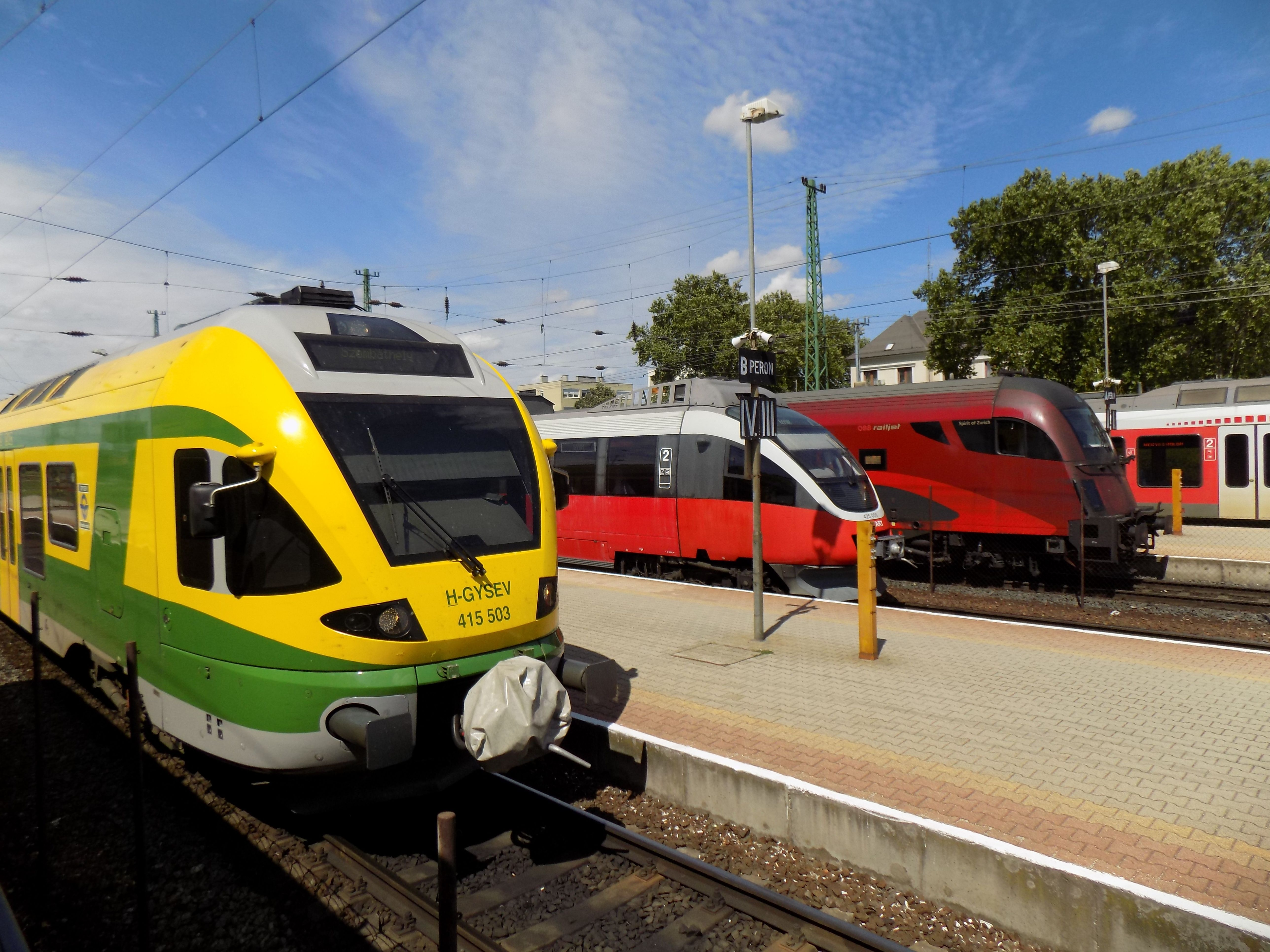
Setkání vlaků GySEV, MÁV a ÖBB ve stanici.
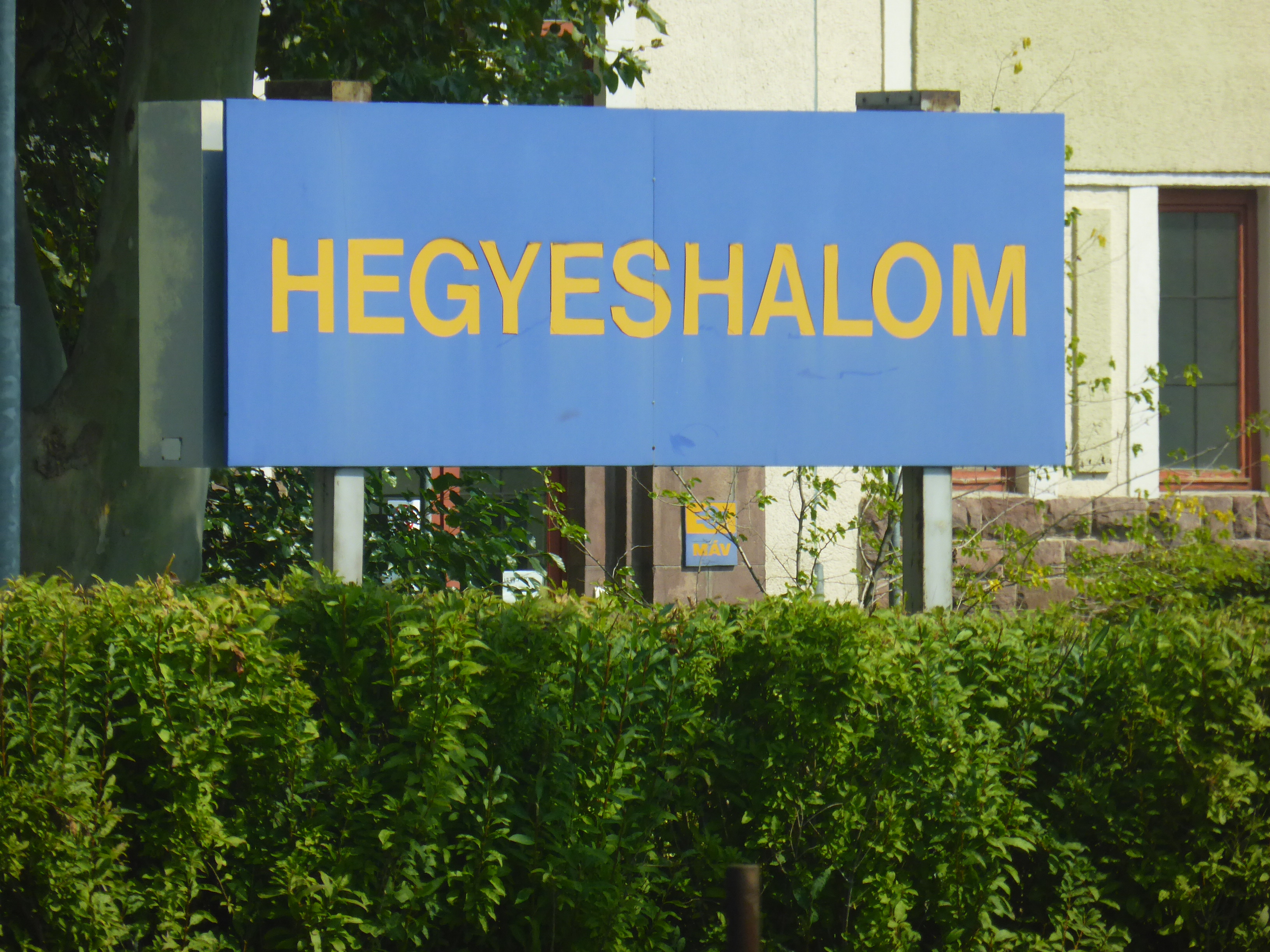
Staniční cedule.
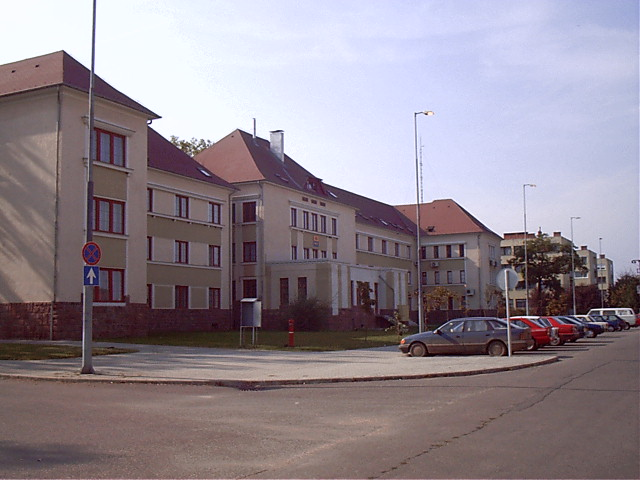
Staniční budova.
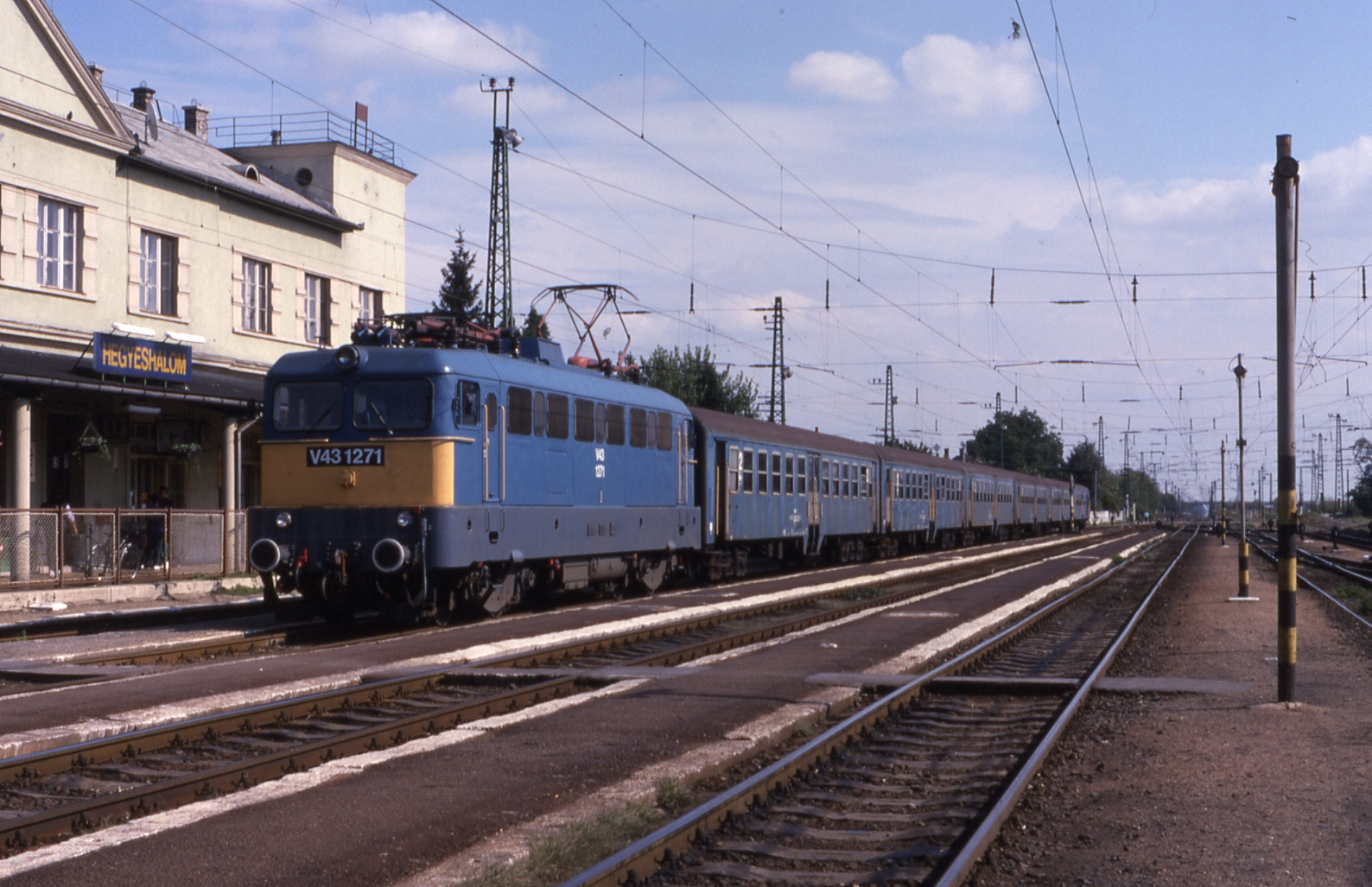
Vzhled stanice před modernizací.
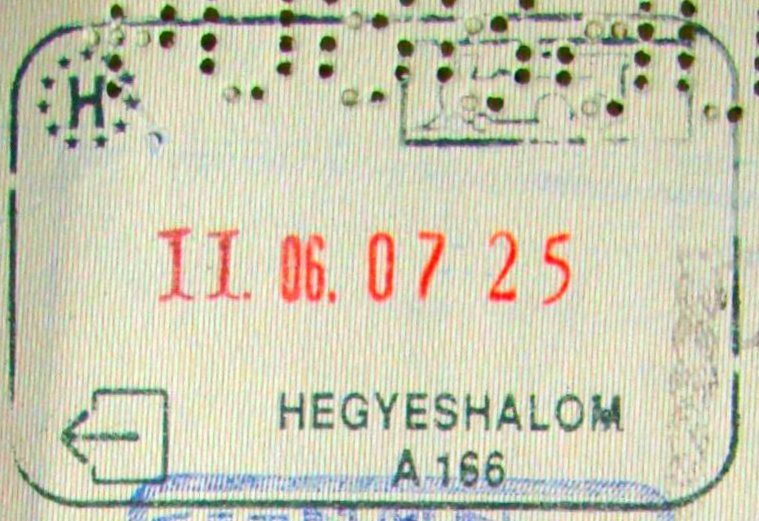
Razítko v pase